# La spada normanna
La spada normanna è un film del 1971 diretto da Roberto Mauri.

## Trama
Nell'Inghilterra del XII secolo, dopo la morte del re Enrico I (il cui legittimo erede è nel frattempo anch'egli deceduto), Stefano Cunningham ne reclama il trono, affermando falsamente di essere in possesso della mitica "spada di Normandia".
Ma dalla Terra santa rientra, dopo nove anni di peripezie, un misterioso nobile "senza nome" che poi si scoprirà chiamarsi Ivanhoe, il quale è certo che la spada mostrata da Cunningham sia un falso. Dopo aver stretto alleanza con un gruppo di banditi da strada e una compagnia di attori itineranti, Ivanhoe recupera la vera spada normanna, di cui si servirà per rovesciare l'usurpatore.

## Produzione
Girato in Spagna, usando come esterni alcuni edifici medioevali presso Barcellona.